# Biomasse-Kraftwerk-Schilling
Biomasse-Kraftwerk-Schilling war der Name eines im Jahr 2008 vom Holzwerk Schilling errichteten Biomasseheizkraftwerks in Schwendi im Landkreis Biberach in Oberschwaben.

## Geschichte
Im Laufe des Jahres 2008 wurde am südlichen Ortseingang von Schwendi nach Gutenzell ein Biomasse-Blockheizkraftwerk geplant und von dem Südtiroler Architekten Matteo Thun mit 6,7 MW Leistung erstellt. Die Erarbeitung des technischen, betriebswirtschaftlichen und ökologischen Konzepts (Businessplan) sowie die Anlagenplanung wurde vom Unternehmen Gammel Engineering aus Abensberg übernommen. Das Kraftwerk wurde am 13. September 2008 in Anwesenheit der damaligen Umweltministerin von Baden-Württemberg Tanja Gönner, Landrat Heiko Schmid und dem Generalabt des Prämonstratenserordens Thomas Handgrätinger eingeweiht. Es galt als eines der schönsten Biomassekraftwerke Deutschlands. Das Kraftwerk deckte theoretisch den Strombedarf von 1450 Einfamilienhäusern. Die Brennstoffe des Kraftwerks waren Baumrinde, Pferdemist und Waldhackschnitzel. Mit der Anlage wurde Wärme für die Raumheizung und die firmeneigene Holztrocknungsanlage in Schwendi erzeugt. Ein Abzweig des Fernwärmeanschlusses ging nach Dietenbronn und versorgte die dortige Fachklinik für Neurologie. Die Baukosten der Anlage betrugen acht Millionen Euro. 
Am 18. Juni 2014 meldete das Holzwerk Schilling mit seinen Produktionsstandorten in Rot an der Rot und Schwendi, zu der auch das Kraftwerk gehörte, Insolvenz beim zuständigen Amtsgericht Ravensburg an. 2017 erwarb Stephan Lohmeyer (SL Business Development und Scantec Industrieanlagen Feldkirchen) das Kraftwerk. Die Maschinen und Anlagen wurden demontiert und an einem anderen Standort wiederverwendet.

## Auszeichnungen
Das Biomasse-Heizkraftwerk in Schwendi wurde mit folgenden Preisen ausgezeichnet:
- Preis Beispielhaftes Bauen, Architektenkammer Baden-Württemberg, 2009
- Green Good Design, European centre for architekture art design and urban studies, 2010